# Spiracolis curvipalpus
Spiracolis curvipalpus är en tvåvingeart som beskrevs av Webb 2005. Spiracolis curvipalpus ingår i släktet Spiracolis och familjen stilettflugor. Inga underarter finns listade i Catalogue of Life.